# Одлазак Дамјана Радовановића
„Одлазак Дамјана Радовановића” је југословенски ТВ филм из 1974. године. Режирао га је Димитрије Јовановић а сценарио је написао Миладин Шеварлић.

## Улоге
| Глумац          | Улога                        |
| --------------- | ---------------------------- |
| Љуба Тадић      | Дамњан Радовановић           |
| Петар Краљ      | Војислав Радовановић, син    |
| Рахела Ферари   | Елеонора Радовановић         |
| Капиталина Ерић | Евдокија Васиљевна, служавка |
| Милан Пузић     | Симеон Петровић              |
| Предраг Тасовац | Урош Јездимировић            |
| Марко Тодоровић | Озрен, сељак                 |